# Boscos de miombo d'Angola
Els boscos de miombo d'Angola és una ecoregió de l'ecozona afrotropical, definida per WWF, que ocupa gran part d'Angola i una petita regió del sud-oest de la República Democràtica del Congo.

## Descripció
És una ecoregió de sabana que ocupa 660.100 quilòmetres quadrats al centre d'Angola i s'estén fins al sud-oest de la República Democràtica del Congo.
Limita a l'oest amb els boscos i sabana de l'Escarp d'Angola, al nord amb el mosaic de selva i sabana del Congo Occidental, al nord-est amb al mosaic de selva i sabana del Congo Meridional, a l'est amb els boscos de miombo del Zambeze Central, el bosc sec del Zambeze i les pastures del Zambeze Occidental, al sud i sud-est amb la bosc de teca del Zambeze, i al sud-oest amb els boscos de mopane d'Angola, els boscos de la sabana de Namíbia i el Kaokoveld. Inclou al seu interior el mosaic muntanyenc de bosc i pastura d'Angola.

## Flora
La flora és sabana caducifolia humida i boscos. Entre aquestes àrees hi ha pastures obertes. Tres espècies d'arbres dominen els boscos de miombo: Brachystegia, Julbernardia, i Isoberlinia. Sota els arbres hi ha una rica varietat d'altres espècies de flora mentre que les àrees de pastures de la regió es troben a terra sorrenca. Una característica particular del miombo és la seva vulnerabilitat al foc, ja que la zona és seca la major part de l'any.

## Fauna
La fauna que habita l'àrea inclouen una sèrie d'espècies d'aus i mamífers, inclosos antílop sable gegant. El mamífer endèmic és el Dendromus vernayi. Els grans mamífers són la girafa (a les zones més humides), antílop jeroglífic (Tragelaphus scriptus), duiquer blau (Cephalophus monticola) i duiquer de llom groc (C. silvicultor) a les àrees densament arbrades i girafes, sitatunga (Tragelaphus spekei) i antílop aquàtic (Kobus ellipsiprymnus) a les zones humides, amb topi comú (Damaliscus lunatus) a les pastures.
Altres grans mamífers que es troben a l'ecoregió són l'hipopòtam (Hippopotamus amphibius), zebra (Equus burchellii), i llurs predadors com el lleó (Panthera leo), lleopard (P. pardus), guepard (Acinonyx jubatus), gos salvatge africà (Lycaon pictus), xacal ratllat (Canis adustus) i hiena tacada (Crocuta crocuta) així com carnívors petits com el gat salvatge (Felis sylvestris), serval (F. serval), caracal (F. caracal) i la geneta d'Angola (Genetta angolensis). Abans de la Guerra Civil angolesa a l'àrea hi vivien grans poblacions d'elefants i rinoceront negre però aquests han estat gairebé exterminats, principalment per caçadors furtius.
Les úniques espècies endèmiques d'aus conegudes és la Cisticola melanura tot i que hi ha una rica selecció d'aus. Després de les pluges es pot trobar a les zones humides: Acrocephalus rufescens, Iduna natalensis, Cisticola pipiens, Ploceus temporalis, jabirú africà (Ephippiorhynchus senegalensis), marabú africà (Leptoptilos crumeniferus), agró goliat (Ardea goliath), i Grua carunculada (Bugeranus carunculatus).
Els amfibis són menys comuns. Entre ells hi ha dues espècies endèmiques de granotes, Hildebrandtia ornatissima i Leptopelis anchietae, més un que es troba gairebé íntegrament en aquesta regió, Hyperolius vilhenai.
Finalment al bosc de miombo les termites i erugues són molt importants en la neteja de les fulles.

## Les zones urbanes i assentaments
Els principals pobles i ciutats de la regió són Kuito, Menongue i Luena totes les àrees que han patit molt durant el conflicte de la Guerra Civil angolesa de 1975-2002.

## Amenaces
La intensa i duradora guerra civil ha causat un dany immens a aquest entorn, deixant els boscos exposats a la caça furtiva i l'eliminació incontrolada, i la conservació, òbviament, s'ha convertit en un tema de baixa prioritat per al govern. També a causa d'aquest conflicte la zona no ha pogut ser estudiada adequadament pels científics. No obstant això, l'arbrat no es veu amenaçat per l'agricultura o la tala igual que els efectes de la guerra, i hi ha altres factors de manteniment de la població de la regió a un mínim; el sòl sorrenc no manté l'agricultura i els boscos i pastures estan plenes de mosca tse-tse. Alguns boscos estan desapareixent a la perifèria de les ciutats o de la mineria a cel obert.
A la zona hi ha una sèrie de Parcs Nacionals d'Angola a la zona, però han hagut de ser abandonats en diversos períodes a causa dels combats. Un d'ells en particular, el Parc Nacional de Cangandala és un important refugi per a l'antílop sabre gegant.